# Sundhausen (Adelsgeschlecht)

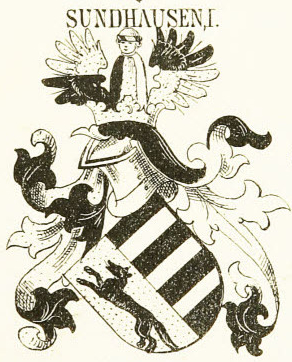
Wappen derer von Sundhausen

 Die von Sundhausen waren vermutlich zwei gleichnamige und wenig bekannte, aber verbreitete thüringische Adelsgeschlechter. Das eine hatte seinen Stammsitz in Sundhausen nordöstlich von Langensalza bei Gotha, das andere im Dorf Sundhausen, heute Ortsteil von Nordhausen. Letzteres gehörte ursprünglich zu den hohnsteinischen Ministerialen.

## Geschichte
Der Geschlechtsname wurde 1109 erstmals urkundlich erwähnt, aber erst 1233 ist er mit dem Ritter Heinrich von Sundhausen und 1242 mit Rudolf von Sundhausen bestimmten Personen zuzuordnen. 1296 war Reinhard Komtur des Deutschen Ordens in Nägelstedt. 1348 war Reinhard von Sunthusen auf Martinroda, und 1375 saßen die Gebrüder Apil und Rudolf von Sunthusen zu Gräfentonna. Im Bauernkrieg war Balthasar von Sundhausen 1545 Stadthauptmann von Nordhausen. Die Familie gehörte im 15. und 16. Jahrhundert zu den stolbergischen Dienstmannengeschlechtern. Ihre Hauptgüter waren in Sundhausen, Uthleben 1330, Groß Werther 1508, Groß Wechsungen und in Wernigerode. Im ersten Viertel des 17. Jahrhunderts erloschen die beiden Geschlechter.

Wappen derer von Wangenheim

Wappen derer von Holbach

Sie waren mit denen von Holbach, von der Werna, von Wangenheim und von Wulferodt im Hohnsteinischen Lande stammes- und wappenverwandt. Weitere verwandte Geschlechter sind deren von Töpffer (Töpfer, Döpfer); von Zimmer(n); von Scheiding(en); von Reh(e); von Rosbach; von Gösnitz; von Meldingen/Mellingen; von Heilingen; von Wittem und Ochlitz/Oechlitz.

## Persönlichkeiten
- Valentin von Sundhausen (* 1476 † 6. Juli 1551) war ein führender Beamter der Grafen zu Stolberg und Besitzer des Amtes Langenstein am Harz.

## Wappen
Blasonierung: „Der Schild ist gespalten, vorne auf Gold einen auf der Teilungslinie senkrecht laufenden Hund/Wolf, hinten auf schwarz drei/vier weiße Balken. Der Helm ist gekrönt, darauf ein offener Flug. Ein anderes Wappen zeigt einen ungekrönten Helm, mit offenem Flug, dazwischen ein Männerrumpf mit flatternden Stirnbändern.“
Ein anderes Wappen oder Siegel ist unbekannt.